# 苏卢尔
苏卢尔（Sulur），是印度泰米尔纳德邦Coimbatore县的一个城镇。总人口24359（2001年）。

## 人口
该地2001年总人口24359人，其中男性12465人，女性11894人；0—6岁人口2233人，其中男1174人，女1059人；识字率77.78%，其中男性为83.37%，女性为71.92%。